# Dayong (köpinghuvudort i Kina, Heilongjiang Sheng, lat 46,28, long 126,72)
Dayong (kinesiska: 大用, 大用镇) är en köpinghuvudort i Kina. Den ligger i provinsen Heilongjiang, i den nordöstra delen av landet, omkring 60 kilometer norr om provinshuvudstaden Harbin. Antalet invånare är 26 768. Befolkningen består av 13 311 kvinnor och 13 457 män. Barn under 15 år utgör 13,0 %, vuxna 15-64 år 79 %, och äldre över 65 år 6,0 %.
Runt Dayong är det ganska tätbefolkat, med 248 invånare per kvadratkilometer. Närmaste större samhälle är Xichangfa, 15,6 km norr om Dayong. Trakten runt Dayong består till största delen av jordbruksmark.
Genomsnittlig årsnederbörd är 768 millimeter. Den regnigaste månaden är juli, med i genomsnitt 204 mm nederbörd, och den torraste är januari, med 7 mm nederbörd.